# Gougsa Wellé
Pour les articles homonymes, voir Welle.
 (mai 2014).
Si vous disposez d'ouvrages ou d'articles de référence ou si vous connaissez des sites web de qualité traitant du thème abordé ici, merci de compléter l'article en donnant les références utiles à sa vérifiabilité et en les liant à la section « Notes et références ».
Gougsa Wellé, né en 1877 et décédé le 31 mars 1930, est un militaire haut-gradé et un membre de la famille impériale de l'Empire éthiopien. Il est le deuxième époux de l'impératrice Zewditou.

## Biographie

### Décès
Gougsa Wellé meurt le 31 mars 1930, lors de la bataille d'Anchem (province de Qouara), alors qu'il tente de renverser la régence de Hailé Sélassié en menant une révolte dans le Bégemeder.